# Eckersdorf
Eckersdorf è un comune tedesco di 5 114 abitanti, situato nel land della Baviera.